# Kazimierz Stebelski
Kazimierz Marian Stebelski (ur. 1 stycznia 1863 w Zgierzu, zm. w 1940 w Łodzi) – polski architekt i bibliotekarz.

## Życiorys
Był synem architekta Wincentego Stebelskiego – architekta zajmującego się wyceną wartości budowli w Łódzkim Towarzystwie Kredytowym. Ukończył Wyższą Szkołę Rzemieślniczą w Łodzi i Instytut Inżynierów Cywilnych w Petersburgu w 1886 oraz Anny z domu Przewłockiej. W latach 1888–1889 był architektem miejskim Makowa, w latach 1889–1891 architektem powiatu ostrołęckiego, a następnie w latach 1891–1907 architektem miejskim Kutna oraz inżynierem powiatów kutnowskiego i gostyńskiego. W międzyczasie został wraz z Antonim Troczewskim inicjatorem i członkiem Towarzystwa Straży w Kutnie, gdzie w latach 1899–1900 zainicjował również powstanie strażackiej orkiestry dętej, ponadto był członkiem Społecznego Komitet Budowy Domu Dochodowego dla Towarzystwa Straży w Kutnie (zwanego Domem Strażackim) oraz jego projektantem. W 1907 założył w Łodzi biuro techniczno-budowlane, a w latach 1907–1914 był architektem łódzkiego Towarzystwa Kredytowego Miejskiego. Kierował również budową kościoła pw. św. Stanisława Kostki, był projektantem budynku dyrekcji Elektrowni Łódzkiej. Podczas I wojny światowej działał w Wydziale Techniczno-Budowalnym Centralnego Komitetu Milicji Obywatelskiej. Po zakończeniu jego działalności został mianowany naczelnym inżynierem miasta Łodzi. Był współzałożycielem i przewodniczącym łódzkiego Koła Architektów.
W 1907 sfinansował założenie przez Polską Macierz Szkolną Biblioteki Ludowej im. Stebelskich przy ul. Piotrkowskiej 117 w Łodzi, która początkowo działała od 13 czerwca 1907 do 27 grudnia 1907 z powodu zawieszenia Polskiej Macierzy Szkolnej. Na wniosek Stebelskich była reaktywowana w maju 1908 jako ich prywatna inicjatywa. Stebelski prowadził ją wraz z żoną i dziećmi. W 1909 bibliotekę przeniesiono na ul. Cegielnianą 69 (obecnie ul. Jaracza), a następnie na ul. Nawrot 23. W 1910 na ul. Rozwadowską 25 (obecnie ul. Zamenhofa). W tym samym roku na ul. Piotrkowską 103, a w 1911 biblioteka mieściła się przy ul. Mikołajewskiej 59/50 (obecnie ul. Henryka Sienkiewicza) i tam działała do 30 listopada 1914 kiedy została doszczętnie zniszczona podczas bombardowania Łodzi, kiedy do lokalu wpadł i eksplodował pocisk artyleryjski.
Został pochowany w grobie rodzinnym na Starym Cmentarzu w Łodzi w części rzymskokatolickiej.

### Życie prywatne
Rodzicami Kazimierza byli: architekt Wincenty Stebelski oraz Anna z domu Przewłocka. Jego żoną była Maria Julia z domu Skowrońska. Małżeństwo miało troje dzieci:
- Marię Reginę Begale (1892–1980), żonę architekta Antoniego Begale[8],
- archiwistę Adama Stebelskiego (1894–1969)[6],
- dyplomatę Henryka Stebelskiego (1904–1979)[9],

## Realizacje
- Willa dra Antoniego Troczewskiego w Kutnie (1897)[10],
- Budynek Domu Strażackiego i teatru amatorskiego w Kutnie (1900–1908, późniejsze Centrum Teatru, Muzyki i Tańca w Kutnie)[6],
- Kierowanie budową kościoła pw. św. Stanisława Kostki (1909–1912)[11],
- Budynek biurowy Towarzystwa Elektrycznego Oświetlenia w Łodzi (1923–1925, zmodyfikowany przez Dawida Lande)[12],
- Renowacja Ratusza w Łodzi po bombardowaniu (1915)[13].